# Elaver madera
Elaver madera är en spindelart som först beskrevs av Roddy 1966.  Elaver madera ingår i släktet Elaver och familjen säckspindlar. Inga underarter finns listade i Catalogue of Life.